# 5870 Baltimore
För andra betydelser, se Baltimore (olika betydelser).
5870 Baltimore eller 1989 CC1 är en asteroid i huvudbältet som upptäcktes 11 februari 1989 av den amerikanske astronomen Eleanor F. Helin vid Palomar-observatoriet. Den är uppkallad efter den amerikanska staden Baltimore.
Asteroiden har en diameter på ungefär 7 kilometer.